# Центр (Каунас)
Центрас (Центр) — староство в городе Каунас, Литва, основанное на двух кварталах Каунаса — Старом городе и Новом городе. Оно расположено в месте слияния двух крупных рек Литвы: Нямунаса и Нерис. Район граничит с Жалякальнисом на севере, Шанчяем на востоке, Алексотасом на юге и Вилиямполе на западе.
Старый город Каунаса — старейшая часть города Каунас, расположенная к востоку от слияния рек Нямунас и Нерис, занимает 144 га. Здесь много сохранившихся готических, ренессансных и барочных зданий, особенно в западной части Старого города. Многие примечательные здания и сооружения расположены в Старом городе, такие как Каунасская ратуша, Каунасский замок и исторический Президентский дворец, дом Перкунаса, а также Каунасский кафедральный собор, церковь Святой Гертруды, церковь Витаутаса и многие другие церкви. Здесь расположено множество музеев, таких как Музей истории литовской медицины и фармации, Музей литовских народных инструментов им. Повиласа Стульги, Музей литовской литературы Майрониса, Музей истории связи, Музей геммологии и Каунасский городской музей. Самая большая семинария в Литве — Каунасская духовная семинария расположена в самой западной части Старого города. Неподалёку находится резиденция Каунасской римско-католической архиепископии. Главная улица канаус в Старом городе, и её продолжение в Новом городе — Аллея Лайсвес, длинной в 1,7 км. — самая длинная пешеходная улица во всей Европе. Аллея Лайсвес соединяет улицу Вильнюс и Каунасский собор. До 1929 года по проспекту Лайсвес ходил конный трамвай, который назывался так потому, что трамвай на перилах (лит. konkė) тянули лошади. На этой улице расположены банки, различные офисы, рестораны, кафе и множество современных магазинов. Это излюбленное место прогулок и встреч каунасцев.
Каунасский Новый Город — район, расположенный к востоку от Старого города, начал развиваться с 1847 года по типу новой прямоугольной структуры города царских времен. Новый Город Каунаса занимает 314 га. Новый Город особенно известен архитектурными комплексами межвоенного функционализма, когда Каунас стал временной столицей Литвы . В Новом Городе Каунасского городского самоуправления расположены многочисленные бизнес-центры, гостиницы и несколько торговых центров. Есть также Каунасская синагога, церковь Святого Архангела Михаила и единственная мечеть в Литве, Каунасская мечеть, расположенная в Новом городе. Каунасская больница Красного Креста находится в центре. На берегу реки Нямунас, на острове, в 2011 году была открыта самая большая крытая арена в странах Балтии — «Жальгирис Арена». Два года подряд арена признавалась самой посещаемой ареной Евролиги.

## Галерея
- Старый город Каунаса зимой
- Центр Каунаса
- Один из ресторанов Старого города Каунаса
- Башня Каунасского замка
- Готическая архитектура в Старом городе
- С. Дауканто гатве в Каунасе
- Каунасская ратуша
- Площадь Виенибес в Новом городе
- Мощеный переулок с неторопливым котом